# Camila – Das Mädchen und der Priester
Camila – Das Mädchen und der Priester ist ein argentinisch-spanisches Filmdrama von María Luisa Bemberg aus dem Jahr 1984. Es beruht auf wahren Begebenheiten.

## Handlung
Die Mutter des angesehenen Großgrundbesitzers Adolfo O’Gorman wird 1827 als vermutliche Spionin auf Adolfos Anwesen unter Hausarrest gesetzt. Adolfos Tochter Camila ist zu der Zeit noch ein Kind. Von der Großmutter gefragt, ob sie Liebesgeschichten mag, antwortet sie, dass sie es nicht wisse.
Im Jahr 1847 in Buenos Aires: Aus Camila ist eine junge Frau geworden, die zu rebellieren beginnt. Vor allem gegen ihren Vater, der schon einmal gefühllos kleine Katzenbabys ertränken lässt, die sie retten will, entwickelt sie Hassgefühle. Sie beichtet diese in der Kirche und auch, dass sie lustvolle Träume hat. Als sie bemerkt, dass sie nicht zu ihrem üblichen Beichtvater gesprochen hat, verlässt sie irritiert die Kirche. Bei Buchhändler Mariano, der sie immer wieder mit brisanter Literatur versorgt, erwirbt sie heimlich ein Buch vom regimekritischen Esteban Echeverría, der im Exil lebt. Ignacio, der nach dem Willen ihres Vaters ihr zukünftiger Ehemann werden soll, deckt sie zwar, warnt sie aber auch.
Auf ihrer Geburtstagsfeier lernt Camila den neuen Jesuitenpriester kennen, dem sie sich in der Beichte unwissend anvertraut hatte: Ladislao Gutiérrez ist im Gegensatz zu ihrem früheren Beichtvater ein junger Mann. Camila ist von ihm angetan. Bei einem Besuch bei ihrer Großmutter, die im Alter wunderlich geworden ist und ihrer früheren Liebschaft nachhängt, liest Camila ihre früheren Liebesbriefe, die wie Inhalte eines Liebesromans anmuten. Adolfo unterbindet ihr Zusammensein nach kurzer Zeit. Wenige Tage später wird Buchhändler Mariano brutal ermordet. Camila ist entsetzt. Bei der Predigt am Abend verurteilt Ladislao die Tat von der Kanzel scharf und kritisiert damit auch das barbarische Regime des Gouverneurs von Buenos Aires, Juan Manuel de Rosas. Camila ist tief bewegt. Sie verteidigt Ladislao vor ihrem Vater, einem Verehrer Rosas’, und baut während der Beichte ein immer engeres Verhältnis zu Ladislao auf. Dies entgeht auch Ladislaos Vorgesetztem nicht, der ihn vor den Frauen warnt. Camila will vor Ladislao ein besseres Leben führen und gibt ihm einen Teil ihrer Kleider für die Armen. Er findet in den Kleidern ein Taschentuch von ihr, das er ihr bringt, das sie ihm jedoch für die Armen zurückgibt. Adolfo hat unterdessen von Camilas Betragen genug und stellt sie vor die Wahl: Entweder geht sie in einen Konvent oder heiratet. Camila jedoch will einen Mann, auf den sie stolz sein kann. Eine Ehe mit Ignacio lehnt sie daher ab.
Ladislao gesteht in der Beichte seine Gefühle für Camila und züchtigt sich anschließend selbst. Später erkrankt er und hat hohes Fieber. Camila erfährt auf der Beerdigung ihrer Großmutter von seinem Zustand und eilt zu ihm. Sie entdeckt, dass er ihr Taschentuch in seiner Hand hält. Nach seiner Genesung versucht Camila zunächst vergeblich, ihn zu einem Treffen zu bewegen. Sie sucht ihn schließlich in einem Glockenturm auf und beide küssen sich. Sie gestehen sich ihre Liebe und fliehen gemeinsam in das kleine Dorf Goya der Provinz Corrientes, wo sie sich als Ehepaar ausgeben und unter dem Namen Valentina und Máximo Brandier leben. Ladislao macht sich als Lehrer der Dorfkinder beliebt.
Sowohl die Kirche als auch Adolfo O’Gorman fordern unterdessen bei Gouverneur Rosas die Suche nach dem Paar und dessen harte Bestrafung. Während einer Osterfeier wird Ladislao von einem Geistlichen erkannt. Der Gouverneur von Corrientes warnt Camila und rät ihr, mit ihrem Geliebten nach Brasilien zu fliehen. Er stellt beiden Pferde und Proviant zur Verfügung, doch findet Camila Ladislao betend in der Kirche vor. Sie erkennt, dass sie ihn an Gott verloren hat und Ladislao macht ihr am Morgen klar, dass er sie nicht lieben könne, solange Gott in seinem Leben sei. Kurz darauf erscheinen Soldaten und verhaften zu Ladislaos Entsetzen nicht nur ihn, sondern auch Camila. Beide werden getrennt voneinander inhaftiert und ohne Gerichtsverfahren zum Tode verurteilt. Vergeblich versucht Adolfos Familie, ihn davon zu überzeugen, sich für das Überleben seiner Tochter einzusetzen. Auch der Gefängniswärter hat Mitleid mit Camila und ist erleichtert, als der Gefängnisarzt feststellt, dass die junge Frau schwanger ist. Schwangere dürfen laut Gesetz nicht hingerichtet werden, doch setzt Gouverneur Rosas die Exekution Camilas dennoch durch. Der Gefängnisseelsorger tauft Camilas Kind auf ihre Bitte hin, indem er Camila Weihwasser zu trinken gibt. Kurz vor der Exekution sehen sich Camila und Ladislao ein letztes Mal und schauen sich an, bis ihnen die Augen verbunden werden. Am Ende wird Ladislao erschossen und auch Camila stirbt, obwohl das Erschießungskommando zunächst zögert, die Schwangere zu töten. Das tote Paar wird schließlich in einen Sarg Seite an Seite gelegt.

## Produktion
Camila – Das Mädchen und der Priester beruht auf der wahren Geschichte von Camila O’Gorman und Jesuitenpriester Ladislao Gutiérrez, denen der Film im Vorspann gewidmet ist. Die Handlung des Films spielt sich vor der Hintergrund der Spannungen zwischen den Föderalisten um den diktatorischen Gouverneur von Buenos Aires, Juan Manuel de Rosas, und den von ihnen bekämpften Unitariern ab. Regisseurin María Luisa Bemberg bezeichnete Camilas Schicksal in einem Interview als „Schande für unser Volk, und so fern sind die Unfreiheit, Unterschätzung, eben die Intoleranz gegenüber den Frauen in Lateinamerika auch heute noch nicht“. Der Fall Camila war zuvor bereits 1910 durch Mario Gallo unter dem Titel Camila O’Gorman verfilmt worden.
Camila – Das Mädchen und der Priester war nach Momentos und Ich gehöre niemand der dritte Spielfilm, bei dem Bemberg Regie führte. Die Dreharbeiten zum Film begannen am 10. Dezember 1983, dem Tag der Einsetzung von Raúl Alfonsín als neuem demokratischem Präsident Argentiniens. Laut Bemberg wären die Dreharbeiten zum Film während der Militärdiktatur in Argentinien nicht möglich gewesen. Die Kostüme schuf Graciela Galán, die Filmbauten stammen von Esmeralda Almonacid und Abel Facello.
Der Film kam am 17. Mai 1984 in die argentinischen Kinos, wo er von rund 2,5 Millionen Zuschauern gesehen wurde. Er war ab 14. November 1986 auch in den Kinos der DDR zu sehen, nachdem er am Vortag im Rahmen der Tage des argentinischen Films in der DDR im Kino International in Berlin als Eröffnungsfilm gezeigt worden war.

## Synchronisation
Die Synchronisation erfolgte durch das DEFA-Studio für Synchronisation. Imanol Arias wird im Original von Lelio Incrocci gesprochen.
| Rolle              | Darsteller     | Synchronsprecher            |
| ------------------ | -------------- | --------------------------- |
| Camila O’Gorman    | Susú Pecoraro  | Gabriele Streichhahn-Schott |
| Ladislao Gutiérrez | Imanol Arias   | Bernd Eichner               |
| Adolfo O’Gorman    | Héctor Alterio | Wolfgang Greese             |
| Joaquina O’Gorman  | Elena Tasisto  | Anne Wollner                |

## Kritik
„Die Geschichte dieser großen Leidenschaft wird als noble, dekorative Bilderzählung vorgetragen“, schrieb die Neue Zeit. Camila – Das Mädchen und der Priester sei „ein Film von künstlerischem Format. Da werden scharfe soziale Akzente gesetzt, fängt eine Kamera […] die bedrückende Atmosphäre unter einem reaktionären Regime ein, formuliert die Regisseurin den Freiheitswillen junger Menschen“, so das Neue Deutschland. Die Berliner Zeitung bezeichnete den Film als „eine leidenschaftliche Anklage gegen Machtmißbrauch und Diktatur.“ Für den film-dienst war es ein „mit großem Aufwand inszenierter, geradlinig erzählter und menschlich ansprechender Film über Machtstrukturen, den Mißbrauch von Macht und die Unfreiheit der Frau.“

## Auszeichnungen
Auf dem Internationalen Filmfestival Karlovy Vary wurde Susú Pecoraro 1984 als Beste Schauspielerin ausgezeichnet. Auch auf dem Havana Film Festival erhielt Pecoraro 1984 den Preis als Beste Schauspielerin. Camila – Das Mädchen und der Priester wurde 1985 als argentinischer Beitrag für einen Oscar in der Kategorie Bester fremdsprachiger Film nominiert.